# Jerarrate (Xiraque)
Jerarrate (em armênio: Ջրառատ; romaniz.: Jraṙat), antes chamada Cheragli (Ճրագլի, Čragli), Chiraclu (Չիրախլու, Čiraχlu) ou Cheracli (Չրախլի, Čraχli), é uma aldeia do município de Acuriã, da província de Xiraque, na Armênia. De acordo com o censo de 2011, havia 1 156 habitantes.

## Geografia
Jerarrate está localizado a 8-10 quilômetros da aldeia de Acuriã, no curso superior do rio Jerarrate, numa área alta e montanhosa. Tem clima frio a precipitação é suficiente. Suas casas são construídas em pedra e a água que abastece o centro urbano é obtida de fontes próximas. Sua economia é baseada na pecuária e cultivo de grãos e forragens. Em termos de infraestrutura, conta com uma escola secundária com um pequeno complexo esportivo, uma casa de cultura, um clube-biblioteca, um posto médico, um cinema permanente, uma creche-jardim de infância.

## História
Jerarrate recebeu seu nome atual em 1945. Em 1831, 1897, 1926, 1939, 1959, 1970 e 1979 e 1989, respectivamente, tinha 124, 1 281, 1 420, 1 424, 1 026, 1 212, 1 061 e 826 habitantes, alguns dos quais descendentes de armênios de Elesquirte, Bagrauandena, Passinler, Quenes, Muxe e outras localidades hoje na Turquia. A aldeia foi afetada pelo sismo de Espitaque de 7 de dezembro de 1988, que arruinou alguns dos seus edifícios. Em Jerarrate há uma igreja com o nome de São Minas, construída no século VI com pedras talhadas em tufo cinza. Suas paredes do norte foram preservadas e a igreja consiste numa estrutura em forma de cruz, abobadada. Há sítios arqueológicos e restos de estruturas ciclópicas nas proximidades da cidade.